# German Titov
German Stepanovitsj Titov (Russisch: Герман Степанович Титов) (Verchneje Zjilino, 11 september 1935 - Moskou, 20 september 2000) was een Russische piloot, ruimtevaarder en politicus. Hij vloog met Vostok 2 als tweede Rus rond de aarde en was de vierde mens die de ruimte inging.

## Biografie
Herman Titov, de tweede man na Yuri Gagarin, werd geboren als zoon van een onderwijzer, die ook een grote boerderij had. Op school toonde hij belangstelling voor techniek, en hij was helemaal gek van projectoren en auto's. Herman hield erg veel van muziek, elke dag luisterde hij minstens een uur naar grammofoonplaen van Tschaikovsky, Rymsky Korsakov of Musorgski. Bovendien kon hij heel goed tekenen en had hij een uitstekend geheugen. Uit zijn hoofd kon hij grote delen van Eugene Oniegin en Majakowski citeren, en hij verslond het werk van Lermontow. 
Eigenlijk was Titov helemaal niet van plan om piloot te worden, maar zijn technische belangstelling had grote invloed op zijn loopbaankeuze. Op achttienjarige leeftijd, in 1953, werd hij toegelaten tot een militaire vliegopleiding, en een jaar later begon hij met praktijklessen, eerst op een Jak-18 en later op een Jak-11. Toen hij 118 vlieguren had verzameld, stapte hij over naar de MiG-16 straaljager. Het vliegen met deze fraai gelijnde jet bood Titov een breder spectrum aan mogelijkheden. Deze vorm van vliegen was heel anders: moeilijker, serieuzer. Hij begreep dat er in de wondere wereld van het vliegen veel meer te ontdekken viel en daarom deed hij zijn best om een eersteklas militair vlieger te worden.
In 1957 haalt German zijn vliegdiploma. Nadat Titov was opgeleid tot piloot bij de luchtmacht, werd hij geselecteerd voor de opleiding tot kosmonaut.
Hij werd gelanceerd op 6 augustus 1961 aan boord van de Vostok 2 die in ruim 25 uur bijna 18 keer om de aarde vloog. Hij werd daarmee, na Joeri Gagarin, de tweede ruimtevaarder die rond de aarde vloog. Hij was op dat moment 25 jaar oud en was tot 21 juli 2021 de jongste mens die ooit in de ruimte heeft gevlogen. German Titov zou aanvankelijk de eerste mens in de ruimte zijn, maar omdat Rusland vond dat zijn naam te Duits klonk, is Gagarin de geschiedenis ingegaan als eerste mens in de ruimte. Ook zou de boeren-afkomst van Gagarin een rol hebben gespeeld - Titov was afkomstig uit een middenklasse-milieu van onderwijzers, en dus minder geschikt om de proletarische idealen van de Sovjet-Unie te vertegenwoordigen. Dit is echter nooit uit officiële bron bevestigd, maar wel door Titov zelf.
Na zijn ruimtevlucht, waarin hij wél als eerste mens in de ruimte sliep én bovendien als eerste kosmonaut last kreeg van ruimteziekte, bekleedde Titov diverse functies in het Russische ruimtevaartprogramma totdat hij in 1992 met pensioen ging. In 1995 werd hij als lid van de Communistische Partij van de Russische Federatie gekozen voor de Doema.
Titov was gehuwd en had twee kinderen. Hij overleed op 20 september 2000 op 65-jarige leeftijd aan een hartaanval in zijn sauna.

## Filmsterrengedrag met consequenties
Na zijn ruimtevlucht, met name na een persoonlijk onderhoud met president Kennedy, vertoonde Titov voortdurend pocherig gedrag. Hij veroorzaakte meerdere auto-ongelukken en werd een bekende klant bij de lokale politie. Zijn meerderen gaven hem bij herhaling te verstaan om zijn leven te beteren; dit soort uitspattingen kon men niet blijven tolereren. Titov negeerde hun aanmerkingen en ondervond in 1969 de gevolgen daarvan. Hij kreeg een vlieg- en rijverbod; bovendien had zijn gedrag financiële gevolgen.
- Biblioteca Nacional de España: XX1209312
- Gemeinsame Normdatei: 118622943
- International Standard Name Identifier: 0000 0001 0900 1382
- Library of Congress Control Number: n83149291
- Nationale Bibliotheek van Letland: 000181242
- Bibliotheek van het Japanse parlement: 00526784
- Nationale Bibliotheek van Tsjechië: skuk0001386
- Nationale bibliotheek van Australië: 35128630
- Nationale Bibliotheek van Polen: a0000001706216
- Nederlandse Thesaurus van Auteursnamen: 250201518
- PIC: 392013
- Réseau des bibliothèques de Suisse occidentale: 02-A013499787
- LIBRIS: 200048
- Système universitaire de documentation: 230334105
- Virtual International Authority File: 51662650
- WorldCat: E39PBJdgWWjy6kYgHkGYJ4ckjC